# Millones que ahora viven no morirán jamás
Millones que ahora viven no morirán jamás es un libro de Joseph Franklin Rutherford, presidente de la Watch Tower Bible and Tract Society of Pennsylvania entre 1917 y 1942, principal entidad jurídica de los testigos de Jehová. El libro fue publicado en 1920 y editado por la International Bible Students Association, dentro de la llamada «Campaña de los millones».[cita requerida]

## Contenido
El libro resume algunas de las creencias principales del movimiento, y además profetiza que en el año 1925 se produciría la venida de los profetas del pasado, tales como Abraham, Isaac y Jacob, los que darían comienzo al reinado milenario de Jesucristo. El libro plantea que el primer mundo terminó en el diluvio y que se vivía el fin del segundo mundo, por lo que  daba indicaciones sobre sobrevivir al cambio mundial y de este modo no morir jamás.

Por lo tanto nos proponemos a probar en este argumento que (11) el orden social de cosas, el segundo mundo, terminó legalmente en 1914, y que desde ese tiempo ha estado y está desapareciendo; que el nuevo orden de cosas está entrando y tomando su lugar; que dentro de un definido periodo de tiempo el viejo orden será completamente erradicado y el nuevo orden estará en completo dominio; que estas cosas tomarán lugar dentro del tiempo de la presente generación y que por lo tanto hay millones de gente ahora viviendo en la tierra que las verán tomar lugar, a quienes será ofrecida vida eterna y quienes, si la aceptan sobre los términos ofrecidos y obedecen esos términos, no morirán jamás.
Página 10, "Millones que ahora viven no morirán jamás" J.F.Rutherford 

Puesto que se había profetizado para 1914 la llegada de Cristo, corrige que sea regreso en cuerpo, sino que en presencia invisible. En otoño de 1914 habrían terminado "los Tiempos de los Gentiles" y la profecía de Mateo 24 y la parusía se hacía presente con las guerras, hambres y enfermedades que se había sufrido en ese sector del mundo. Incluso el regreso de judíos a Palestina, gracias a la Declaración Balfour era una señal más. Un capítulo entero dedica a criticar empresas de Wall Street.
Un punto controvertido es el cálculo de los 70 Jubileos de 50 años, un total de 3500 años que terminarían en otoño de 1925, iniciando un gran periodo de restauración:

...hay varias citas que sin lugar a duda indican la resurrección de Abraham, Isaac, Jacob y otros fieles de tiempos antiguos, y que estos gozarían del primer favor, podemos esperar que el año de 1925 presenciará el regreso de estos fieles, saliendo de la tumba plenamente restaurados a la perfección humana y constituyéndoseles en representantes legales, y visibles, del nuevo orden de cosas en la tierra
Página 82, op. cit